# ثقافة الشاي الصينية
ثقافة الشاي الصينية تعني ثقافة الشاي الصيني بكيفية تحضير الشاي وكيفية تقديمه في المناسبات حين احتسائه. وتختلف هذه الثقافة عن الثقافة
الأوروبية مثل بريطانيا والآسيوية مثل اليابان وكوريا وفيتنام في طريقة التحضير واختلاف المذاق والمناسبة التي يُقدم فيها.
لازال الشاي في الصين يحظى باهتمامٍ كبير فهو يُحتسى على نحوٍ منتظم في المناسبات الرسمية وغيرها. والجدير بالذكر فهو
يُعتبر من المشروبات الشعبية التي يتم استخدامها في الطب الصيني التقليدي والمطبخ الصيني.
الكلمة
يشار إلى مفهوم ثقافة الشاي في الصينية بـ تشاي ("فن شرب الشاي")، أو تشا وينهوا ("ثقافة الشاي"). تدل كلمة تشا (茶) على
المشروبات التي يتم اشتقاقها من Camellia sinensis، أي نبتة الشاي. وفي الحقبة التي قبل القرن الثامن قبل الميلاد، كان
الشاي يعرف بشكل شائع تحت مصطلح 荼 (بينيين: tú) بجانب عدد كبير من النباتات المُرَة الأخرى. في الحقيقة هذين الحرفين
الصينيين متطابقين، باستثناء جرة القلم الأفقية الإضافية في الحروف الصينية 荼، والتي تترجم بمعنى الشاي. يتكون الطابع
القديم من rad الراديكالية 艸 (بينيين: كو) في شكله المخفض من 艹 والطابع 余 (بينيون: yú)، الذي يعطي تلميحًا صوتيًا.

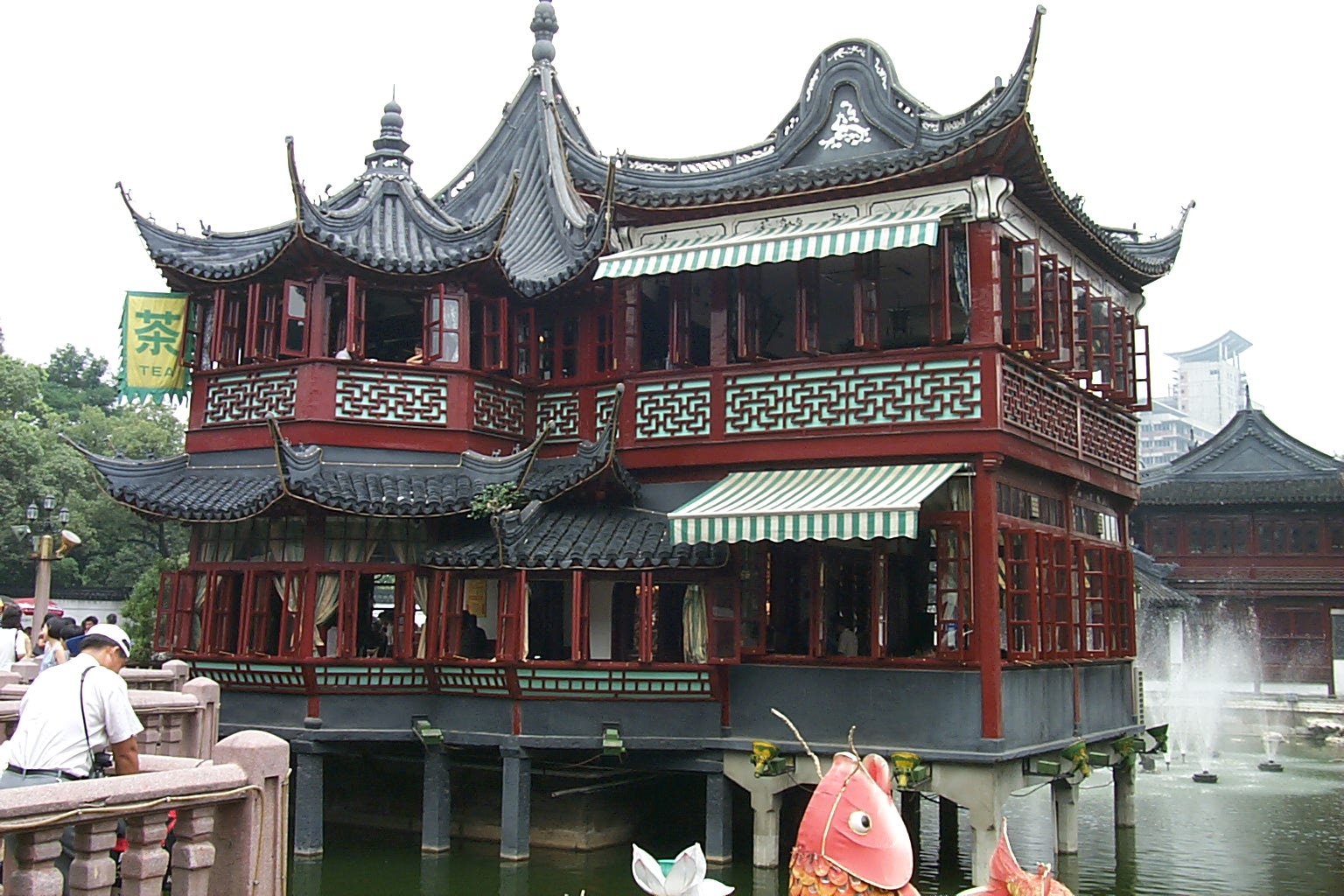
بيت الشاي في شنغهاي، الصين

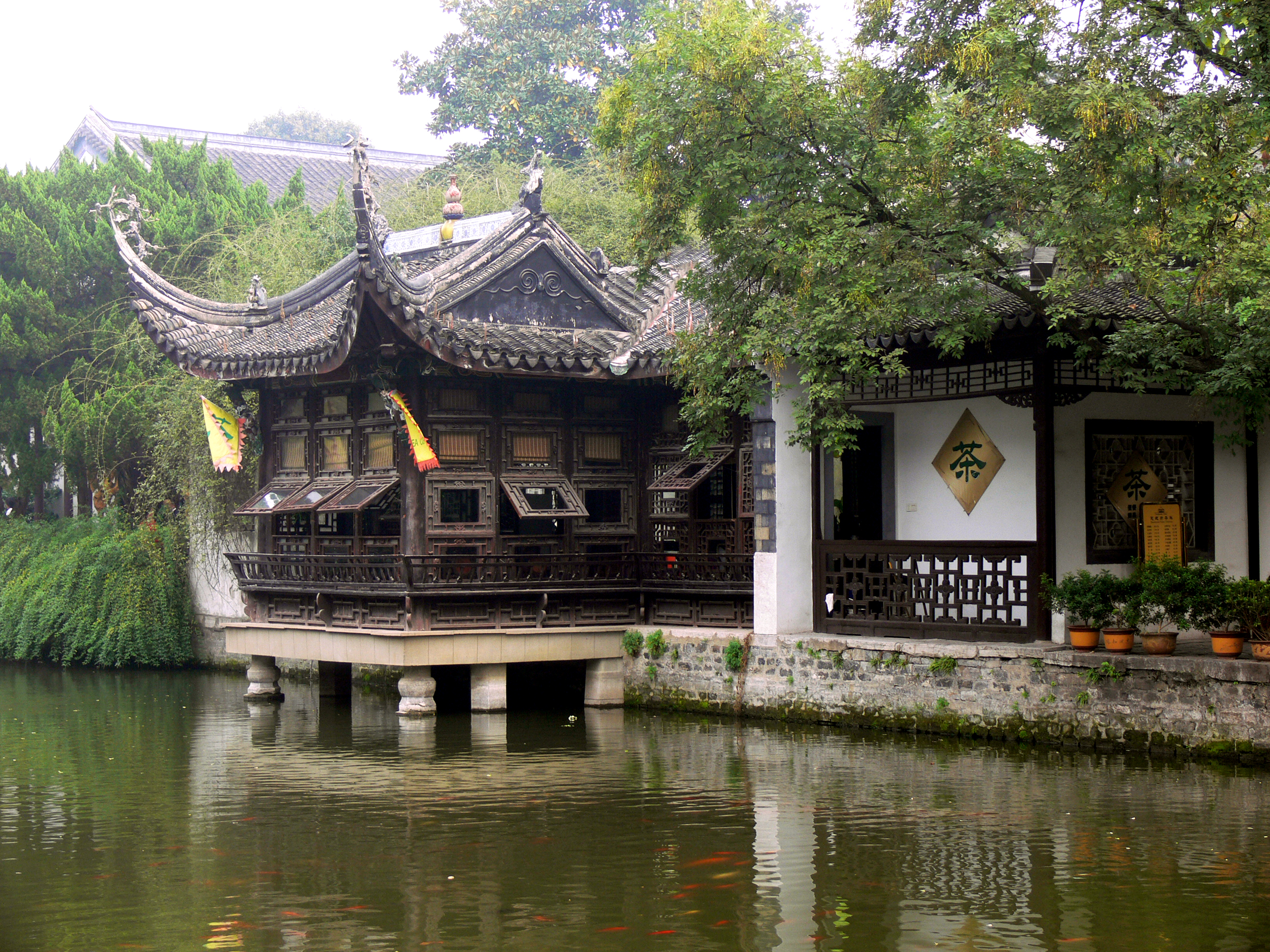
بيت الشاي-نانجينق

## تقاليد شرب الشاي
هناك العديد من الطقوس التي تتميز بها الثقافة الصينية في إعداد الشاي واحتسائه.
دلالة على الاحترام
يغلب على تقاليد المجتمع الصيني تقديم الجيل الصغير كوب من الشاي لمن هم الأكبر سنا ( أكبر سنًا) دلالة على
احترامهم. وكعادة تقليدية يعمد الصينيون على شرب الشاي في نهاية كل أسبوع. أما قديمًا فقد كان أصحاب الطبقة الفقيرة
يُقدمون الشاي لأصحاب الطبقة الغنيّة في المجتمع.
ولكن اليوم مع تزايد تحرر المجتمع الصيني أصبحت هذه القاعدة ودلالاتها تحوي أكثر من معنى واحد. على سبيل المثال
يسكب الآباء كوب من الشاي لأبنائهم إظهارًا لرعايتهم لهم . وفي جانبٍ آخر قد يسكب رب العمل لضيوفه الرؤساء في
المطاعم تعزيزًا لعلاقتهم. وبرغم ذلك فإن القاعدة الأساسية لا تزال ثابتة في المناسبات الرسمية.
الجمعات العائلية
يقلَ قضاء الأبناء الوقت مع والديهم بسبب مغادرتهم إما للعمل أو لعش الزوجية فيصبح ارتياد المطاعم واحتساء الشاي
مهمًا لتعزيز الروابط الأسرية. تكتظ المطاعم الصينية في يوم الأحد بالأسر وخلال مواسم الأعياد بشكلٍ خاص لهذا
السبب فإن هذه الظاهرة تعكس مدى أهمية الشاي في قيم العائلة الصينية.
الاعتذار
يمكن تقديم الشاي في الثقافة الصينية كتعبير عن الاعتذار . فعلى سبيل المثال يقوم الأطفال الذين أساءوا التصرف
بتقديم الشاي إلى والديهم دلالةً على الندم والإذعان.
الاحتفالات الزفاف
يقوم العروسان خلال مراسم الزفاف في التقاليد الصينية بالركوع أمام والديهما وتقديم الشاي لهما وأخيرًا شكرهما،
ويُعبَر هذا التقليد عن خالص الامتنان لما قدمه والديَ العروسان لهما. علاوة على ذلك، و يُقدم العروسان الشاي في
بعض المناسبات لعائلة الآخر تعبيراً عن انضمام العائلتين معاً.
نقرة الأصابع

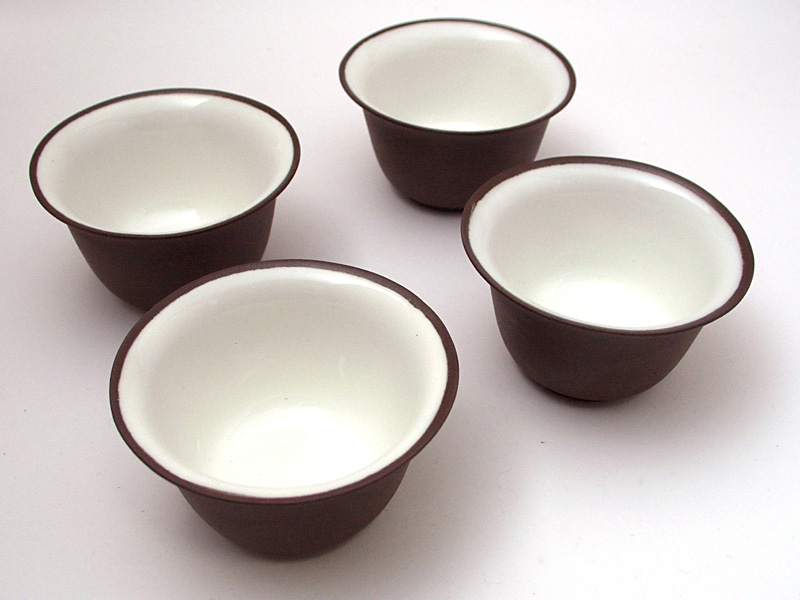
Four Chinese tea cups

تعرف حركة النقر بالأصابع على أنها وسيلة تقليدية لشكر مُعد الشاي أو مقدّمه، فبعد ملء كوب واحد، فإن
إشارة النقر بالأصابع الوسطى أو بعض الحركات المشابهة على الطاولة تعبّر عن الامتنان للشخص الذي قدّم
الشاي. هذا العرف شائع في الثقافات الصينية الجنوبية، مثل الكانتونية.
بينما في المقاطعات الأخرى من الصين يكون ذلك مقبولا فقط في حال إذا كان الشخص الراغب في التعبير عن
الامتنان مشغولا بمحادثة أو لا يمكنه أن يقول "شكرا"عندما يمتلئ الكوب. ويقال أن هذه العادة قد نشأت في عهد أسرة
تشينغ عندما سافر الإمبراطور تشيان لونغ في جميع أنحاء الإمبراطورية متنكرًا وأوصى حاشيته المرافقة بعدم الكشف
عن هوية سيّدهم.
وفي يومٍ ما داخل أحد المطاعم بعدما سكب الإمبراطور لنفسه كوبًا من الشاي فعل ذلك أيضا لأحد الخدم، فكان ذلك
شرف كبير للخادم بأن يسكب الإمبراطور له الشاي . وبخلاف العادة، أراد أن ينحني ويعبر عن شكره له، لكنه لم
يتمكن من القيام بذلك لأن من شأنه أن يكشف عن هوية الإمبراطور. فبدلا من ذلك، نقر بأصابعه على الطاولة تعبيرًا
عن امتنانه واحترامه. ففي هذا السياق، تدل نقرة الأصابع على حركة الركوع و إصبع واحد يمثل الرأس والأصابع
الأخرى تعبر عن الأذرع. ولكن تعتبر إيماءة الرأس أو قول "شكرا لك"هي الأكثر ملائمة في احتفالات الشاي الرسمية.

## تخمير الشاي الصيني
تعتمد الطرق المختلفة لتخمير الشاي الصيني على متغيرات مثل نوع المناسبة ووسائل إعداد الشاي بالإضافة إلى نوع الشاي الذي سيخمر.
وعلى سبيل المثال فإن الشاي الأخضر أكثر حساسية من الشاي الصيني الأسود أو الشاي الأسود عموما؛ وبسبب ذلك يجب تخمير الشاي
الأخضر في ماء أبرد .وأكثر طريقة غير رسمية هي إضافة الأوراق ببساطة إلى وعاء يحتوي على الماء الساخن وتستعمل هذه الطريقة
عادةً لدى الأسر والمطاعم مثل طريقة
ديم سوم(dim sum) أو يم شا (yum cha) اللذان يتواجدان في المطاعم الكانتونية. وهناك طريقة أخرى لتقديم الشاي وهي استخدام
وعاء صغير ومجوف يسمى غيوان(gaiwan). وكان للإمبراطور هونغو من سلالة مينغ دور كبير في تطوير تخمر الشاي الفضفاض عن
طريق حظر إنتاج الشاي المضغوط.

### غونغفو تشا (Gongfu cha)

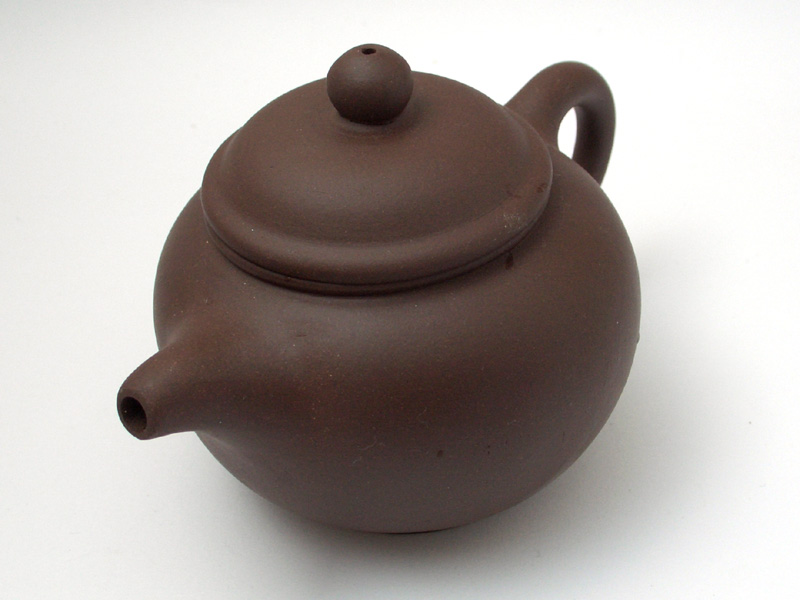
A Yixing clay teapot

غونغفو تشا أي "تحضير الشاي بمهارة"وهي طريقة شعبية لإعداد الشاي في الصين. يُحضّر باستخدام إبريق ييشينغ الصغير الذي يحوي
حوالي 100-150 مل (4 أو 5 fl.oz.)، يعتقد بأن حجم الإبريق يعزز الجمالية والطعم النهائي للشاي الذي يخمر . يمكن تخمير الشاي في
إبريق ييشينغ سواء للمتعة الشخصية أو للترحيب بالضيوف. اعتمادا على التنوع الجغرافي في الصين، قد تكون هناك اختلافات في
خطوات التخمير وكذلك الأدوات المستخدمة في تحضيره. على سبيل المثال، تايوان (غونغفو تشا) يستخدمون عدة أدوات إضافية بما في ذلك
ملاقط ومصفاة الشاي. هذا الإجراء ينطبق في معظمه على الشاي الصيني الأسود، ولكن يستخدم بعضه لجعل بوير /pu'er/ (نوع من الشاي)
وغيره شايًا مخمرًا.

## التأثير على الثقافة الصينية
أثَر الشاي بشكل كبير في تطور الثقافة الصينية، وترتبط الثقافة الصينية التقليدية ارتباطا وثيقا بالشاي الصيني. وغالبا ما يرتبط الشاي بالأدب
والفنون والفلسفة ويرتبط بالإضافة إلى ارتباطه العميق بالطاوية والبوذية والكونفوشيوسية. تقريبا منذ عهد أسرة تانغ، أصبح شرب الشاي
جزءا أساسيا من تهذيب الذات. وترتبط فلسفة تشان الصينية (مشابهه لزان اليابانية) بفلسفة تتعلق بشرب الشاي.

### أطقم التقديم
على نحو تقليدي صُنف شرب الشاي للأكاديميين والنخب الثقافية في المجتمع. واعتبر شرب الشاي تعبيرا عن الأخلاق الشخصية
والتعليم والمبادئ والمكانة الاجتماعية. وقد أدى زيادة الطلب على شرب الشاي إلى زيادة إنتاج أطقم التقديم، والّذي يمتاز بشعبية واسعة فهو
يمثّل ثقافة الخزف الصينية.

### صالة الشاي
استخدم العلماء الصينيون القدامى صالة الشاي كمكان لتبادل الأفكار. وكانت تعرف بأنها مكان يقال فيه أن الولاءات السياسية والرتب
الاجتماعية قد توقفت مؤقتا لصالح خطاب نزيه وعقلاني. وقد أدى شرب الشاي على مهل إلى تعزيز الرضا والحيوية بين المشاركين في صالة
الشاي . إن صالة الشاي ليست قاصرة (مقتصرة) فقط كمنتجة لثقافة الشاي الصيني؛ بل تقدم أيضا أدلة تاريخية عن تاريخ الشاي الصيني.
يمكن للناس اليوم الشعور بنوع من الأجواء الروحانية في صالة شاي (لاو شي) في بكين وفي صالات للشاي أخرى( أخرى للشاي) تقع في
مدن شرق الصين مثل هانغتشو وسوتشو ويانغتشو ونانجينغ ووشى وشاوشينغ وشانغهاى وغيرها من الأماكن ويظل جو صالة الشاي قوي
ومفعم بالحيوية.

### الثقافة الحديثة
في الصين الحديثة وتقريبا كل مسكن حتى أبسط كوخ طين، لديهم مجموعة من الأدوات لتخمير كوب من الشاي الساخن. فهي تعتبر رموز
الترحيب للزوار أو الجيران. وبشكل متعارف عليه فإن من المتوقع أن يجلس الزائر لمنزل صيني ويحتسي الشاي أثناء الحديث، بينما الزيارة
وقوفا تعتبر إهانة. فضلا عن ذلك فإن طي منديل في احتفالات الشاي تعني حركة تقليدية في الصين لإبعاد طاقة (تشي) السيئة.
كان الشاي يعتبر واحدا من سبع الضروريات اليومية، والتي تشتمل على الحطب والأرز والزيت والملح وصلصة الصويا والخل. ويوجد عدة
أنواع من الشاي: الشاي الأخضر والشاي الصيني الاسود والشاي الأحمر والشاي الأسود عموما والشاي الأبيض والشاي الأصفر وشاي بوره
وشاي الزهرة. وبشكل متعارف عليه في الصين يتم وضع أوراق الشاي الطازجة بانتظام في وعاء عميق وتساعد هذه العملية بطريقةٍ ما
للأوراق الجافة بالمحافظة على نكهتها الكاملة حتى تجهز للإستخدام.